# Медаља краљице Драге
Медаља краљице Драге је било одликовање Краљевине Србије. Медаља је у два разреда, златном и сребрном, основана 7. априла 1902. године и додељивала се искључиво женама „без разлике сталежа, као награда за заслуге према Краљу, Краљевском Дому или према Држави.”
Медаља је успостављена у контексту покушаја краља Александра да заштити свој непопуларни брак са краљицом Драгом и била део изградње култа савладарства нове краљице. Идејни и ликовни узор медаље је била Медаља краљице Наталије. Израђивана је у бечкој радионици Карла Флајшхакера.
Век употребе медаље био је свега годину дана и није познато колико је медаља додељено. Веома мали број примерака овог одликовања је сачуван, већина је највероватније уништена због своје политичке компромитованости које је уследило Мајским превратом и повратком династије Карађорђевић, када је ово одликовање и укинуто.
Медаља краљице Драге је у колекцијама једно од најређих одликовања Краљевине Србије.

## Историјат
Закључење брака између краља Александра Обреновића и Драге Машин, знатно старије удовице из угледне грађанске породице, довело је до револта у готово свим слојевима српског друштва. Једини циљ краља Александра у том тренутку био је да заштити своју брачну намеру, макар и по цену потпуног раскида са родитељима који су се противили браку и свим носиоцима дотадашњег режима. Штавише, своју љубав према краљици Драги, Александар је покушао да претвори у државни култ, што је додатно заоштрило тензије у Србији. У том циљу штампа, увек под снажним утицајем извршне власти, је доносила обиље текстова у прилог браку и користи које из њега проистичу. Дошло је до масовне производње портрета краља и нове краљице, краљичин рођендан — „Драгин дан”, је уврштен у календар државних светковина, њено име су почеле да носе улице, школе и места, а Осми пешадијски пук је проглашен почасним пуком краљице Драге. Један од начина успостављања култа савладарства и афирмације Драге међу грађанима, је било и оснивање Медаље краљице Драге, која је требала да афирмише нову краљицу међу женама. Мислећи да чини све како би омражену Драгу приближио јавности, краљ је заправо запечатио судбину династије Обреновић.
Уредбом од 7. априла 1902. године је, уз Медаљу за грађанске заслуге која је уставновљена истом уредбом, установљена Медаља краљице Драге. Медаља је установљена у две класе, као златна и сребрна, и додељивала се искључиво женама „без разлике сталежа, као награда за заслуге према Краљу, Краљевском Дому или према Држави.”
Медаља краљице Драге је, како истичу истраживачи Бора Стојановић и Томислав Мухић, у сваком погледу ― од идеје до ликовног решења — конципирана по угледу на Медаљу краљице Наталије, и спада у категорију искључиво „дамских” одликовања. Медаљу је додељивао краљ према свом нахођењу или на предлог министара. У првом случају указ о одликовању је супотписивао канцелар краљевских ордена, а у другом министар на чији је предлог медаља додељена. Попис одликованих дама се водио у Канцеларији краљевских ордена, а у истој се за свако одликовање плаћала такса у висини куповне цене медаље, стим што је краљ наредбом у указу о одликовању могао да ослободи носиоца плаћања ове таксе. Особа одликована Сребрном медаљом краљице Драге која је после одликована златним степеном медаље, морала је да врати нижи степен Канцеларији краљевских ордена. Медаља је по смрти одликоване особе остајала на чување породици. Као напоменуто, уз медаљу је додељивана и повеља коју је супотписивао канцелар ордена.
Раздобље доделе Медаље краљице Драге је према Мухићу и истраживачу Борису Пристеру био шеснаест месеци, док други истраживачи наводе период од годину дана.  Према наводима Мухића, није познато да ли је медаља додељивана страним држављанима нити колико је медаља додељено. Медаља краљице Драге је, уз Медаљу за грађанске заслуге, последње одликовање успостављено за време владавине динстије Обреновић.

## Изглед
Медаља има облик овалног прстена на чијем се дну налази машна са аплицираним српским грбом. На траци прстена се налази ћирилички натпис: „ЗА ЗАСЛУГЕ”. Над прстеном је краљевска круна, а око истог венац од ловорових гранчица које се укрштају испод машне. У прстену се, причвршћен за рубове, налази ћирилични, црвено или плаво емајлирани монограм краљице Драге.
Боја емајла није наведена у законском тексту, те је због тога како истиче Мухић, немогуће са сигурношћу одредити која је боја емајла била прихваћена као службена. Како истиче овај истраживач, то је вероватно била црвена боја, јер је позната само једна медаља са плаво емајлираним монограмом. Ова медаља потиче из збирке суботичког колекционара Анте Зомборчевића,, а према наводима Мухића из 2005. године у власништву је колекционара др Милана Стојановића. Он је мишљења да је реч о пробном ковању који није прихваћен као коначно решење. Истраживач Драгомир Ацовић наводи да због малог броја очуваних примерака медаље није могуће утврдити каква је била разлика између два степена медаље, осим у боји метала. Овај истраживач истиче да је медаља са плавим монограмом била или пробно ковање или је пак једини познати примерак сребрног разреда медаље, док је монограм златног разреда готово извесно био црвене боје. Како боја емајла није наведена у законском тексту, па ни податак да емајла уопште има, Мухић је мишљења да је тај детаљ веома вероватно дефинисан у договору са произвођачем. Наличје медаље је потпуно глатко, без икаквих ознака.
Златна Медаља краљице Драге је израђивана од позлаћеног сребра, а сребрна од сребра, у радионици бечког мајстора Карла Флајшхакера (етимолошки: Karl Fleischhaker), а сви аутентични примерци ове медаље носе ознаке ове радионице.
Према законском тексту, оба разреда медаље су се носила на левој страни груди о траци од ружичасте свиле, ширине 25 милиметара, са белим ивичним пругама ширине 4 милиметра, савијеној у облику двоструке машне. Према Мухићу, премда је медаља додељивана релативно дуго (16 месеци), познато је веома мало аутентичних примерака и ни једна трака, кутија у којој је чувана или повеља о одликовању. Пристер и Мухић разлог овоме виде у политичкој компромитацији која је пратила ово одличје, те као ивесним истичу да је због тога већина додељених као и не додељених примерака уништена, због чега је ово одликовање веома ретко.

## Фалсификати
Истраживачи Павел Цар и Томислав Мухић наводе да у колекционарским круговима и међу музејским делатницима данас највише забуна уносе успешне копије тј. фалсификати Медаље краљице Драге настале техником ливења, изузев монограма који је израђен ковањем. Основни елементи медаље (прстен, венац и круна) су ливени од непознатог материјала и накнадно позлаћени или посребрени. На такав полупроизвод је аплициран монограм. Ови истраживачи наводе да је основа ових фалсификата изведена веома успешно, тако да су читке ознаке ковнице и чистоће метала, те се само пажљивим проматрањем могу уочити разлике у односу на оригинал, поређењем наличја и монтажа делова медаље. Код фалсификата је приметно „пуцање” позлате и зрната структура површине метала, карактеристична за ливене предмете. Надаље, Цар и Мухић истичу:
| „ | На свим аутентичним примерцима ознаке радионице и чистоће метала налазе се, осим на самој медаљи, и на алки за провлачење траке. Код наведених копија „пунцирана” је само медаља. Надаље, код аутентичних примерака могуће је на наличју приметити остатке обрезивања делова разним алатом, својеврсни занатски пропуст који је немогуће кривотворити ливењем. Код копија медаље наличје је читаво дорађивано брушењем, како би се отклонили трагови ливења, који су нарочито видљиви по ободу венца. Монограм на копији причвршћен је лепком, а наличје је „дотерано”, како би се уклонили трагови ливења, па рубови медаље нису оштри као код кованих примерака. Коначно, копије су изливене од легуре непознатог састава, те накнадно галванизоване. Због састава основног материјала на неким је медаљама током времена дошло до отпадања нанесеног слоја испод којега је постао видљив метал тамносиве боје употребљен уместо сребра. Најуспешнији део ове копије је монограм краљице Драге. Тешко је са сигурношћу рећи како је израђен, али постоје три могућности. Најквалитетније, али и најскупље решење би била израда новог алата за ковање основе монограма. Постоји такође могућност да је монограме израдио спретан гравер, но и то би било прилично скупо и дуготрајно. Коначно, могуће је да су некоме у руке доспели оригинални алати за израду монограма или отковани пробни, недовршени комади. Седамдесетих година прошлог столећа, када су се копије појавиле, респродаване су залихе многих ликвидираних бечких радионица, па се на популарном Фломаркту (de) редовито могло пронаћи таквих предмета и материјала. Знатне су разлике у детаљима и боји емајла. На аутентичним медаљама монограм је израђен од сребра као и остали делови, док је на копијама израђен од томбака, а видљива је и разлика у нијанси црвене боје емајла. Унаточ свему, наведене копије су одличног квалитета, па представљају опасност и за искусније сакупљаче. | ” |

### Књиге, часописи и каталози
- Ацовић, Драгомир (2013). Слава и част - Одликовања међу Србима: Срби међу одликовањима. Београд: Службени гласник. ISBN 978-86-519-1750-2.  200069388
- Зборник закона и уредаба у Краљевини Србији. 57 : Издатих од 1. јануара 1902. до краја исте године. Београд: Издање и штампа Краљевско-српске државне штампарије. 1904.  142359303
- Јовановић, Владимир (2007). „Избрисана сећања : уништавање и ретуширање слика о несталој династији Обреновића” (PDF). Годишњак за друштвену историју. Београд: Удружење за друштвену историју. XIV (1—3): 31—46. ISSN 0354-5318.  153482508  102349831
- Malinar, Veljko (1987). „Medalja kraljice Drage”. Numizmatičke vijesti. Zagreb: Hrvatsko numizmatičko društvo (41): 111—120. ISSN 0546-9422.  103662599
- Muhić, Tomislav (2005). „Medalja kraljice Drage”. Orden : faleristički časopis Srpskog numizmatičkog društva Beograd. Beograd: [Srpsko numizmatičko društvo], (Beograd : Pangraf) (5): 19—22.  112253196
- Обрадовић, Мирјана (2015). Одликовања из легата историјског архива Београда : каталог изложбе / [аутор изложбе Мирјана Обрадовић ; фотографије одликовања Драган Танасијевић, Зорица Нетај] (PDF). Београд: Историјски архив, (Београд : Zlamen). ISBN 978-86-80481-35-7.  217623564
- Пилетић, Милана (1987). Одликовања југословенских народа XIX и прве половине XX века (до 1941) из збирке Војног музеја у Београду. Београд: Војни музеј, (Београд : БИГЗ).  61075724
- Prister, Boris (1995). „Zbirka odlikovanja dr. Veljka Malinara”. Muzeologija. Zagreb: Muzejski dokumentacijski centar (32): 33—42. ISSN 0353-7552.  16936706
- Prister, Boris (2000). Odlikovanja iz zbirke dr. Veljka Malinara: Odlikovanja Crne Gore, Srbije, Kraljevine SHS (Kraljevine Jugoslavije) i Socijalističke Jugoslavije. Dio 3 (PDF). Zagreb: Hrvatski povijesni muzej. ISBN 9536046202.
- Столић, Ана (2009). Краљица Драга Обреновић. Београд: Завод за уџбенике, (Крњешевци : Штампа Мрљеш). ISBN 978-86-17-16133-8.  157725196
- Тимотијевић, Мирослав (2012). Таковски устанак - српске Цвети : о јавном заједничком сећању и заборављању у симболичној политици званичне репрезентативне културе. Београд: Историјски музеј Србије : Филозофски факултет, (Београд : Типографик плус). ISBN 978-86-82925-51-4.  190839564
- Тодоровић, Нада (1964). Југословенске и иностране медаље. Београд: Народни музеј, (Београд : Привредни преглед).  512253592
- Ћировић, Ирена (2022). Слике жена у српској уметности друге половине XIX века : докторска дисертација. Београд: [И. Ћировић].  82509065
- Car, Pavel; Muhić, Tomislav (2008). Katalog odlikovanja i znakovlja Srbije i Jugoslavije 1858.-1941. = Preiskatalog für Serbische und Jugoslawische Orden, Medaillen und Abzeichen 1858-1941 = Decorations and badges of Serbia and Yugoslavia 1858-1941 : price guide 2008. Ljubljana: Signum Laudis, (Ljubljana : Arruba). ISBN 978-961-92497-0-3.  241127680
- Car, Pavel; Muhić, Tomislav (2009). Odlikovanja Srbije i Jugoslavije : od 1859. do 1941. Wien: Militaria. ISBN 978-3-902526-28-1.  430956

### Новине
- „Ми АЛЕКСАНДАР I по милости Божјој и вољи народној Краљ Србије : На основу члана 5. закона о орденима и медаљама а у цељи награђивања женскиња установљавамо: МЕДАЉУ КРАЉИЦЕ ДРАГЕ”. Српске новине. LXIX (78). У Београду: Краљевско српска државна штампарија. У недељу, 7. априла 1902. год. стр. 1. ISSN 2683-5045. Проверите вредност парамет(а)ра за датум: |date= (помоћ)  49119239
- Стојановић, Бора (24. 1. 1974). „Медаља краљице Драге „За заслуге””. Сомборске новине : Орган Социјалистичког савеза радног народа. XX (1015). Сомбор: Информативни центар, Сомбор. стр. 11. ISSN 0038-1276.  16197122
- Стојановић, Бора (14. 3. 1974). „Каталог одликовања обреновићевске Србије II”. Сомборске новине : Орган Социјалистичког савеза радног народа. XX (1022). Сомбор: Информативни центар, Сомбор. стр. 11. ISSN 0038-1276.  16197122